# Буркгардт, Макс
Макс Ойген Буркгард (нем. Max Eugen Burckhard; 14 июля 1854, Корнойбург (Нижняя Австрия — 16 марта 1912, Вена) — австрийский писатель
, драматург, театральный деятель, театральный режиссёр
, театральный критик, юрист, редактор. Директор Венского Бургтеатра (1890—1898).

## Биография
Сын чиновника. Изучал право в Вене. Позже работал судьей в Санкт-Пёльтене, написал трехтомный труд «System des Österreichischen Privatrechts» (Система австрийского частного права), в 1887 году стал вице-секретарём Министерства культуры и образования Австрии. С августа 1889 года в течение полугода был редактором журнала «Österreichischen Zeitschrift für Verwaltung».
Был художественным руководителем Бургтеатра (1890). В качестве директора реконструировал зрительный зал весной и летом 1897 года и представил венской публике современные драмы Генрика Ибсена, Герхарта Гауптмана, Артура Шницлера, Гуго фон Гофмансталя, а также австрийскую классику Людвига Анценгрубера и Фердинанда Раймунда.
Автор ряда пьес и романов, имевших значительный успех, в том числе комедии: Die Burgermeisterwahl, 1898; Rat Schrimpf, 1905; романы: Gottfried Wunderlich, 1906; Die Insel der Seligen, 1909. Кроме того он написал ряд критических работ: «Das Theater» (1905) и др.
После конфликта с членами Христианско-социальной партии Австрии вынужден был уйти в отставку. В 1898—1900 годах руководил Административным судом Австрии.